# Villa Crespi (Neapel)

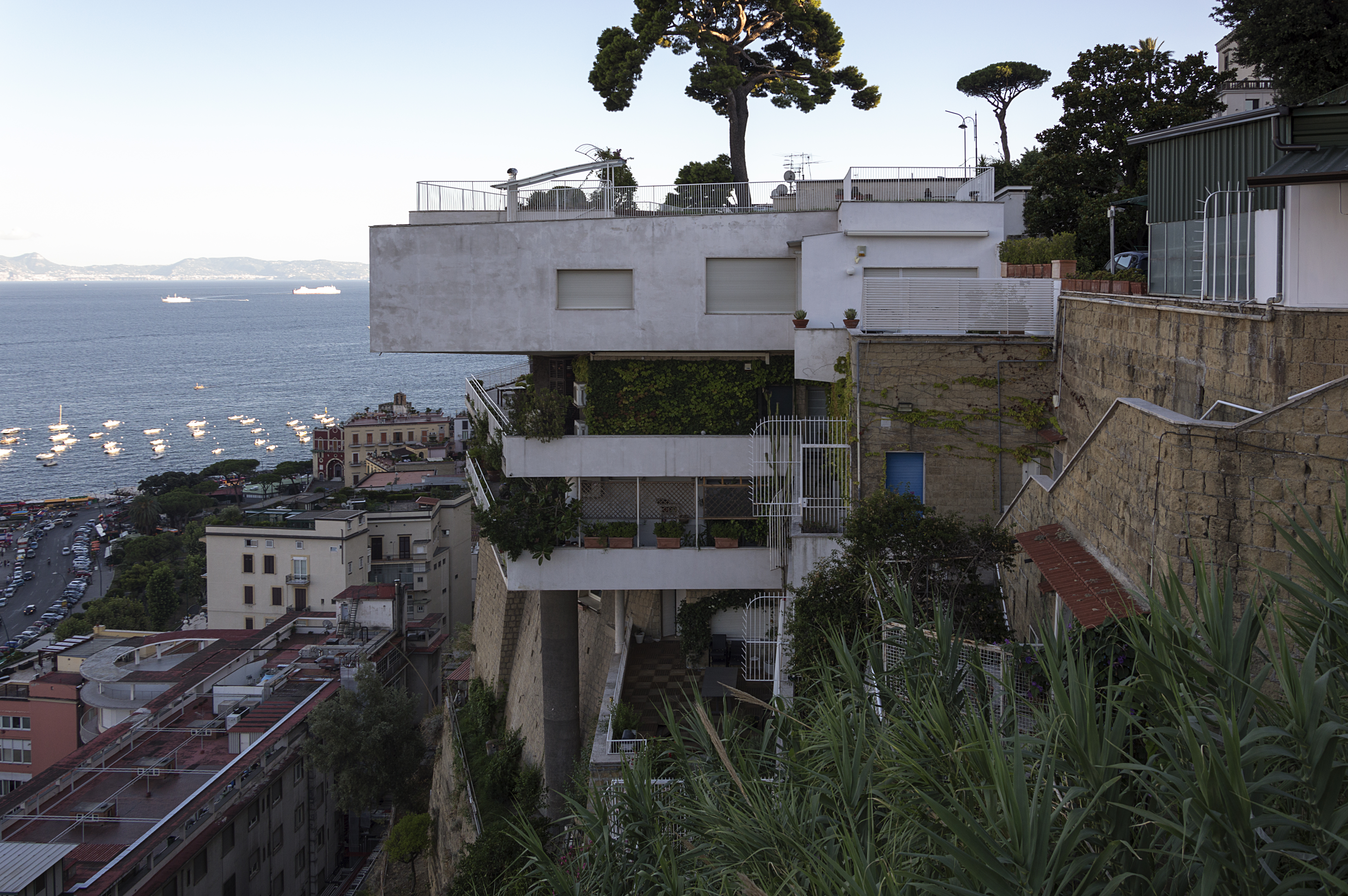
Villa Crespi in Neapel von der Terrazza Sant’Antonio aus

Die Villa Crespi ist eine Villa in Stadtteil Posillipo in Neapel, die 1955 von dem polnischen Architekten Dawid Pacanowski entworfen wurde.

## Lage
Das Gebäude hat die Adresse Via Felice Minucio, 8.

## Geschichte und Beschreibung
Das Gebäude ist einer der interessantesten Bauten des italienischen Rationalismus in der Stadt, zeigt aber auch Einflüsse der Moderne von Le Corbusier.
Die Villa, die im untersten Teil von Posillipo liegt, wurde 1955 von Dawid Pacanowski, einem polnischen Architekten, in architektonischer Hinsicht projektiert und realisiert und von Adriano Galli und Mario Aprato in baulicher Hinsicht. Technologisch ist die Baumethode, die leere Objekte vollen gegenüberstellt, die aus Rippentuff geschaffen wurden. Die tragende Struktur besteht aus einem Pilaster in Stahlbeton, der nach oben hin pilzförmig verjüngt ist.
Die Fassaden setzen die Rippe fort und bestehen komplett aus Tuffstein, wogegen die überkragenden Gebäudeteile einfach nur weiß gestrichen sind. Das Dach besteht aus einem Garten mit Liebe zum kleinsten Detail, wie ihn Le Corbusier in seinen fünf Architekturpunkten ersonnen hat.